# Rossia tortugaensis
Rossia tortugaensis  (лат.) — вид головоногих моллюсков рода Rossia из семейства сепиолиды (Sepiolidae).

## Распространение
Атлантический океан: Карибское море. Встречаются на глубинах от 520 м (Dry Tortugas) до 760 м (Суринам).

## Описание
Мелкие головоногие моллюски, длина до 5 см. 
Щупальцы с расширенной неизогнутой булавой. Отличаются удлинёнными присосками бочонковидной формы. Гектокотилизированы обе спинные руки. Гладиус развит. Светящиеся органы на чернильном мешке и папиллоивидные железы по бокам прямой кишки отсутствуют. Голова и передний край мантии не срастаются на спинной стороне. 
Включен в список Международной Красной книги МСОП в статусе DD (Data Deficient).